# Алто Пас (Илиноис)
Алто Пас (енгл. Alto Pass) град је у америчкој савезној држави Илиноис.

## Демографија
По попису из 2010. године број становника је 391, што је 3 (0,8%) становника више него 2000. године.
| Група             | 2000.       | 2010.       |
| Белци             | 325 (83,8%) | 280 (71,6%) |
| Афроамериканци    | 0 (0,0%)    | 3 (0,8%)    |
| Азијати           | 0 (0,0%)    | 2 (0,5%)    |
| Хиспаноамериканци | 59 (15,2%)  | 98 (25,1%)  |
| Укупно            | 388         | 391         |